# بهم دروغ بگو
بهم دروغ بگو (به انگلیسی: Tell Me Lies)، یک سریال اینترنتی آمریکایی در ژانر درام، اروتیک است که توسط مگان اوپنهایمر و بر اساس رمانی به همین نام نوشته کارولا لاورینگ خلق شده است. داستان سریال متمرکز بر دختر و پسر جوانی به نام‌های لوسی و استفن است که هشت سال پس از شکست عاطفی رابطه پیچیده خود در دانشگاه؛ دوباره یکدیگر را در عروسی دوستشان ملاقات کرده و این مسئله باعث افشای بخش‌های پنهان شخصیت و رابطه آن‌ها می‌شود. گریس ون پاتن، جکسون وایت، کاترین میسال، اسپنسر هاوس، برندن کوک و آلیسیا کراودر بازیگران اصلی مجموعه هستند. بهم دروغ بگو از محصولات اصلی هولو است و نخستین فصل آن در تاریخ ۷ سپتامبر ۲۰۲۲ توسط این شرکت منتشر شد. استقبال از سریال باعث شد که هولو این سریال را برای فصل دوم تمدید کند که پخش آن از تاریخ ۴ سپتامبر ۲۰۲۴ آغاز شد.
بهم دروغ بگو با واکنش مثبت منتقدان مواجه بود و در زمینه تیم بازیگری و روایت مورد تحسین قرار گرفت.